# A Ferencvárosi TC 1921–1922-es szezonja
A Ferencvárosi TC 1921–1922-es szezonja szócikk a Ferencvárosi TC első számú férfi labdarúgócsapatának egy szezonjáról szól, mely összességében és sorozatban is a 19. idénye volt a csapatnak a magyar első osztályban. A klub fennállásának ekkor volt a 23. évfordulója.

## Mérkőzések
| Színmagyarázat | Színmagyarázat |
| -------------- | -------------- |
|                | Győzelem.      |
|                | Döntetlen.     |
|                | Vereség.       |

### Bajnokság (I. osztály) 1921–22

#### Őszi fordulók
| 1921. szeptember 11. |

| III. Kerületi TVE | 1 – 1       | Ferencváros |
| ----------------- | ----------- | ----------- |
|                   | Jegyzőkönyv | Schwarz     |

| Budapest |

| 1921. szeptember 18. |

| Ferencváros | 3 – 2       | Újpest |
| ----------- | ----------- | ------ |
| Pataki      | Jegyzőkönyv |        |

| Üllői út, Budapest |

| 1921. szeptember 25. |

| Ferencváros    | 2 – 0       | Magyar AC |
| -------------- | ----------- | --------- |
| Schwarz Pataki | Jegyzőkönyv |           |

| Üllői út, Budapest |

| 1921. október 9. |

| Ferencváros | 0 – 2               | MTK |
| ----------- | ------------------- | --- |
|             | (0 – 1) Jegyzőkönyv |     |

| Üllői út, Budapest |

| 1921. október 12. |

| Kispest | 0 – 0               | Ferencváros |
| ------- | ------------------- | ----------- |
|         | (0 – 0) Jegyzőkönyv |             |

| Budapest |

- Szeptember 5-én játszották le az eredeti mérkőzést, de bírói műhiba miatt újrajátszották.

| 1921. október 16. |

| Ferencváros                 | 4 – 1       | Terézvárosi TC |
| --------------------------- | ----------- | -------------- |
| Schwarz Pataki Nikolsburger | Jegyzőkönyv |                |

| Üllői út, Budapest |

| 1921. október 30. |

| Törekvés SE | 0 – 3       | Ferencváros                   |
| ----------- | ----------- | ----------------------------- |
|             | Jegyzőkönyv | Nikolsburger Wiener II Pataki |

| Budapest |

| 1921. november 13. |

| Ferencváros                 | 3 – 1       | Vasas |
| --------------------------- | ----------- | ----- |
| Pataki Nikolsburger Schwarz | Jegyzőkönyv |       |

| Üllői út, Budapest |

| 1921. november 27. |

| Ferencváros | 1 – 0       | VII. Kerületi SC |
| ----------- | ----------- | ---------------- |
| Pataki      | Jegyzőkönyv |                  |

| Üllői út, Budapest |

| 1921. december 4. |

| Ferencváros       | 2 – 0       | Budapesti TC |
| ----------------- | ----------- | ------------ |
| Wiener II Schwarz | Jegyzőkönyv |              |

| Üllői út, Budapest |

| 1921. december 11. |

| Ferencváros | 1 – 0       | VAC |
| ----------- | ----------- | --- |
| Pataki      | Jegyzőkönyv |     |

| Üllői út, Budapest |

#### Tavaszi fordulók
| 1922. február 26. |

| Vasas | 0 – 4       | Ferencváros    |
| ----- | ----------- | -------------- |
|       | Jegyzőkönyv | Pataki Schwarz |

| Üllői út, Budapest |

| 1922. március 5. |

| Budapesti TC | 1 – 2       | Ferencváros          |
| ------------ | ----------- | -------------------- |
|              | Jegyzőkönyv | Schwarz Nikolsburger |

| Üllői út, Budapest |

| 1922. március 13. |

| VII. Kerületi SC | 0 – 2       | Ferencváros       |
| ---------------- | ----------- | ----------------- |
|                  | Jegyzőkönyv | Hungler II Pataki |

| Üllői út, Budapest |

| 1922. március 19. |

| Ferencváros                          | 4 – 1       | III. Kerületi TVE |
| ------------------------------------ | ----------- | ----------------- |
| Ivanovszky Schwarz Hungler II Pataki | Jegyzőkönyv |                   |

| Üllői út, Budapest |

| 1922. március 26. |

| Újpest | 2 – 2               | Ferencváros    |
| ------ | ------------------- | -------------- |
|        | (2 – 1) Jegyzőkönyv | Pataki Schwarz |

| Budapest |

| 1922. április 9. |

| Ferencváros | 0 – 0               | Törekvés SE |
| ----------- | ------------------- | ----------- |
|             | (0 – 0) Jegyzőkönyv |             |

| Üllői út, Budapest |

| 1922. május 7. |

| Ferencváros    | 4 – 2       | Kispest |
| -------------- | ----------- | ------- |
| Schwarz Kővágó | Jegyzőkönyv |         |

| Üllői út, Budapest |

| 1922. május 28. |

| MTK | 0 – 0               | Ferencváros |
| --- | ------------------- | ----------- |
|     | (0 – 0) Jegyzőkönyv |             |

| Hungária körút, Budapest |

- A mérkőzés félbeszakadt. A két pontot az MTK kapta.

| 1922. június 8. |

| VAC | 0 – 1       | Ferencváros |
| --- | ----------- | ----------- |
|     | Jegyzőkönyv | Schwarz     |

| Üllői út, Budapest |

| 1922. június 11. |

| Magyar AC | 0 – 1       | Ferencváros |
| --------- | ----------- | ----------- |
|           | Jegyzőkönyv | Schwarz     |

| Budapest |

| 1922. június 25. |

| Terézvárosi TC | 0 – 1       | Ferencváros |
| -------------- | ----------- | ----------- |
|                | Jegyzőkönyv | Pataki      |

| Üllői út, Budapest |

#### A végeredmény
| #  | Csapat            | J  | Gy | D  | V  | Rg | Kg | Gk  | P  | Megjegyzés |
| -- | ----------------- | -- | -- | -- | -- | -- | -- | --- | -- | ---------- |
| 1  | MTK               | 22 | 16 | 5  | 1  | 60 | 11 | +49 | 37 | Bajnok     |
| 2  | Ferencvárosi TC   | 22 | 16 | 4  | 2  | 41 | 13 | +28 | 36 |            |
| 3  | Újpesti TE        | 22 | 13 | 6  | 3  | 52 | 19 | +33 | 32 |            |
| 4  | Törekvés SE       | 22 | 8  | 6  | 8  | 27 | 33 | -6  | 22 |            |
| 5  | III. Kerületi TVE | 22 | 8  | 5  | 9  | 27 | 37 | -10 | 21 |            |
| 6  | VAC               | 22 | 5  | 10 | 7  | 18 | 23 | -5  | 20 |            |
| 7  | Vasas SC          | 22 | 7  | 6  | 9  | 24 | 33 | -9  | 20 |            |
| 8  | Budapesti TC      | 22 | 8  | 3  | 11 | 18 | 23 | -5  | 19 |            |
| 9  | Magyar AC         | 22 | 5  | 7  | 10 | 14 | 17 | -3  | 17 |            |
| 10 | Kispesti AC       | 22 | 2  | 10 | 10 | 15 | 36 | -21 | 14 |            |
| 11 | Terézvárosi TC    | 22 | 3  | 7  | 12 | 19 | 37 | -18 | 13 | Kiesők     |
| 12 | VII. Kerületi SC  | 22 | 2  | 9  | 11 | 9  | 42 | -33 | 13 | Kiesők     |

### Magyar kupa 1921–22
| 1922. április 23. |

| Ferencváros             | 7 – 0       | Győri ETO |
| ----------------------- | ----------- | --------- |
| Schwarz Göbl Ivanovszky | Jegyzőkönyv |           |

| Üllői út, Budapest |

| 1922. június 4. |

| Ferencváros          | 4 – 0       | III. Kerületi TVE |
| -------------------- | ----------- | ----------------- |
| Schwarz Obitz Pataki | Jegyzőkönyv |                   |

| Üllői út, Budapest |

Döntő
| 1922. június 18. |

| Ferencváros    | 2 – 2               | Újpest |
| -------------- | ------------------- | ------ |
| Pataki Schwarz | (1 – 1) Jegyzőkönyv |        |

| Hungária körút, Budapest Nézőszám: 5 000 |

(folytatását lásd az 1922–1923-as szezonnál)

### Egyéb mérkőzések
| 1921. július 16. |

| PMTK | 3 – 4       | Ferencváros                 |
| ---- | ----------- | --------------------------- |
|      | Jegyzőkönyv | Pataki Tóth Potya Wiener II |

| Pozsony |

| 1921. július 17. |

| Pozsony | 1 – 1       | Ferencváros |
| ------- | ----------- | ----------- |
|         | Jegyzőkönyv | Tóth Potya  |

| Pozsony |

| 1921. július 23. |

| 1. FC Košice | 1 – 2       | Ferencváros |
| ------------ | ----------- | ----------- |
|              | Jegyzőkönyv | Pataki      |

| Kassa |

| 1921. július 24. |

| Kassai Törekvés | 3 – 4       | Ferencváros          |
| --------------- | ----------- | -------------------- |
|                 | Jegyzőkönyv | Pataki Héger Kelemen |

| Kassa |

| 1921. augusztus 14. |

| Viktoria, Borussia vegyes | 0 – 6       | Ferencváros                 |
| ------------------------- | ----------- | --------------------------- |
|                           | Jegyzőkönyv | Pataki Wiener II Tóth Potya |

| Duisburg |

| 1921. augusztus 15. |

| Köln kombinált | 1 – 3       | Ferencváros               |
| -------------- | ----------- | ------------------------- |
|                | Jegyzőkönyv | Schwarz Tóth Potya Pataki |

| Köln |

| 1921. augusztus 21. |

| Krefeld kombinált | 0 – 2       | Ferencváros |
| ----------------- | ----------- | ----------- |
|                   | Jegyzőkönyv | Schwarz     |

| Krefeld |

| 1921. augusztus 24. |

| Preußen | 0 – 6       | Ferencváros               |
| ------- | ----------- | ------------------------- |
|         | Jegyzőkönyv | Pataki Schwarz Tóth Potya |

| Wanne am Rhein |

| 1921. augusztus 26. |

| Boldklubben af 1893 | 5 – 1       | Ferencváros  |
| ------------------- | ----------- | ------------ |
|                     | Jegyzőkönyv | Nikolsburger |

| Koppenhága |

| 1921. augusztus 28. |

| Boldklubben '67 | 3 – 3       | Ferencváros    |
| --------------- | ----------- | -------------- |
|                 | Jegyzőkönyv | Pataki Schwarz |

| Koppenhága |

| 1921. október 2. |

| Ferencváros | 1 – 0       | Cracowia |
| ----------- | ----------- | -------- |
| Pataki      | Jegyzőkönyv |          |

| Üllői út, Budapest |

| 1922. január 1. |

| Spezia Calcio 1906 | 1 – 3       | Ferencváros  |
| ------------------ | ----------- | ------------ |
|                    | Jegyzőkönyv | Nikolsburger |

| La Spezia |

| 1922. január 4. |

| Spezia Calcio 1906 | 0 – 7       | Ferencváros                     |
| ------------------ | ----------- | ------------------------------- |
|                    | Jegyzőkönyv | Pataki Tóth Potya Héger Schwarz |

| La Spezia |

| 1922. január 6. |

| Livorno | 2 – 4       | Ferencváros                    |
| ------- | ----------- | ------------------------------ |
|         | Jegyzőkönyv | Schwarz Nikolsburger Wiener II |

| Livorno |

| 1922. január 8. |

| Pro Vercelli 1892 | 3 – 0       | Ferencváros |
| ----------------- | ----------- | ----------- |
|                   | Jegyzőkönyv |             |

| Vercelli |

| 1922. január 12. |

| Firenze | 0 – 8       | Ferencváros                          |
| ------- | ----------- | ------------------------------------ |
|         | Jegyzőkönyv | Pataki Héger Nikolsburger Tóth Potya |

| Firenze |

| 1922. január 18. |

| Velence | 1 – 8       | Ferencváros                            |
| ------- | ----------- | -------------------------------------- |
|         | Jegyzőkönyv | Pataki Nikolsburger Tóth Potya Schwarz |

| Velence |

| 1922. február 12. |

| Ferencváros         | 2 – 3               | Nemzeti SC |
| ------------------- | ------------------- | ---------- |
| Pataki Nikolsburger | (2 – 0) Jegyzőkönyv |            |

| Üllői út, Budapest |

| 1922. április 6. |

| Tatatóvárosi AC | 0 – 1       | Ferencváros |
| --------------- | ----------- | ----------- |
|                 | Jegyzőkönyv | Matkovich   |

| Tata |

| 1922. április 15. |

| MTK | 2 – 1               | Ferencváros |
| --- | ------------------- | ----------- |
|     | (2 – 0) Jegyzőkönyv | Obitz       |

| Hungária körút, Budapest |

| 1922. április 16. |

| Ferencváros                | 4 – 1               | Aarhus GF |
| -------------------------- | ------------------- | --------- |
| Schwarz Balassa Tóth Potya | (2 – 1) Jegyzőkönyv |           |

| Üllői út, Budapest |

| 1922. április 30. |

| Pozsonyi TE | 1 – 1       | Ferencváros |
| ----------- | ----------- | ----------- |
|             | Jegyzőkönyv | Kővágó      |

| Pozsony |

| 1922. május 1. |

| Rudolfshügel | 2 – 1       | Ferencváros |
| ------------ | ----------- | ----------- |
|              | Jegyzőkönyv | Schwarz     |

| Pozsony |

- A találkozó félbeszakadt.

| 1922. május 21. |

| Ferencváros        | 2 – 0               | Rapid Wien |
| ------------------ | ------------------- | ---------- |
| Schwarz Hungler II | (1 – 0) Jegyzőkönyv |            |

| Üllői út, Budapest |

| 1922. június 5. |

| MTK, Ferencváros vegyes | 0 – 2               | Aberdeen FC |
| ----------------------- | ------------------- | ----------- |
|                         | (0 – 0) Jegyzőkönyv |             |

| Hungária körút, Budapest |

## Külső hivatkozások
- A csapat hivatalos honlapja (magyarul)
- Az 1921–1922-es szezon menetrendje a tempofradi.hu-n (magyarul)